# Munitionslager Hainhaus
Das US-Munitions-Instandsetzungs-Depot Hainhaus war ein 74 ha großes Munitionslager der US-Streitkräfte aus der Zeit des Kalten Krieges im Odenwald direkt an der Landstraße 3349 zwischen Vielbrunn und Lützelbach im Odenwaldkreis in Hessen. Heute befindet sich das Gelände im Besitz der Odenwald-Regional-Gesellschaft (OREG), die dort über ihr Tochterunternehmen Brenergo einen Park für Grüne Technologien betreibt. Ein Teil der Fläche ist als Lager vermietet. Seinen Namen erhielt es vom etwas weiter südlich liegenden Römischen Kastell Hainhaus. Auch heute noch, 20 Jahre nach der Aufgabe der Anlage durch das Militär, ist es auf offiziellen Karten meist nicht eingezeichnet.

## Nutzung

### Entstehung und Militärischer Betrieb
Das Munitionslager wurde ab April 1953 von der US-Armee in dem zuvor nicht militärisch genutztem Waldgebiet angelegt. Dabei handelte es sich um einen Alternativvorschlag lokaler Gremien zu einem ursprünglich auf der Sophienhöhe bei Erbach geplanten Lager. Zunächst wurden 23 Bunker als Munitionslagerhäuser gebaut, Anfang der 1980er-Jahre wurde die Zahl der Bunker auf dem Gelände in zwei Ausbauschritten um 79 und nochmals 29 auf nun insgesamt 120 erhöht. In den späten 1980er-Jahren wurden Instandhaltungsgebäude für die Wartung der Munition hinzugefügt.
Die NATO-Bezeichnung des Depots war Prestock Point 5J (PSP 5J). Bei einem Prestock Point handelt es sich um einen Lagerplatz für alle Art konventioneller Munition, die von in dem Gebiet operierenden Kampfeinheiten benötigt wird. Ein solcher verfügte typischerweise nur über etwa 30 Bunker, das Lager Hainhaus verfügte somit über eine außergewöhnliche Größe für eine solche Anlage. Es war der in Aschaffenburg stationierten 98th Area Support Group (ASG) angegliedert, jedoch waren auch Mitglieder der 2043rd CSG (Ord) (Civilian Support Group Ordnance, Zivilangestellte der US-Armee) dort tätig, die sich um die Wartung und Handhabung der gelagerten Munition kümmerten. Diese waren in der Kaserne der Nike-Stellung Mainbullau untergebracht. Neue Munition wurde per Bahn angeliefert, am Bahnhof Michelstadt auf Lastwagen verladen und dann zum Depot gebracht.
Die mit der starken Erweiterung des Depots einhergehende erhöhte Aktivität und die sich gleichzeitig bildende deutsche Friedensbewegung führten dazu, dass in den 1980er-Jahren das Munitionsdepot verstärkt in das Blickfeld der Öffentlichkeit geriet. Die Weigerung von US- und Bundesbehörden, die Art der gelagerten Munition zu spezifizieren, war zusammen mit zahlreichen Zwischenfällen mit Munitionstransportern im Stadtgebiet von Michelstadt Grund zur Besorgnis. Ebenso die in Zeiten aktiver terroristischer Gruppen als völlig unzureichend empfundene Bewachung der Anlage mit den langen Anfahrtswegen eventueller Verstärkungstrupps aus den umliegenden US-Kasernen. Besonders der Fund eines Sicherheitsdatenblatts mit Warnzeichen für Radioaktivität sorgte für Aufregung, was von Seiten der US-Streitkräfte mit der Lagerung von panzerbrechender Munition aus abgereichertem Uran erklärt wurde.

### Aufgabe durch das Militär und weitere zivile Nutzung
Nach dem Ende des Kalten Krieges und der Wiedervereinigung setzte sich der Kreistag unter Führung des damaligen Landrats Baldur Nothhardt bei den übergeordneten Stellen für eine baldige Schließung des überflüssig gewordenen Depots ein. Im Laufe des zweiten Golfkrieges wurde bereits 1991 der Großteil der Bestände abtransportiert. Am 15. Juli 1993 erfolgte schließlich die endgültige Räumung und Übergabe des Lagers durch das US-amerikanische Militär.
Bald darauf begann die Firma Pirelli, die nun leerstehenden Bunker anzumieten und als Reifenlager zu nutzen. Am 14. September 2007 kaufte die OREG das Gelände dem zwischenzeitlichen Eigentümer Hessen-Forst mit dem Plan ab, dort einen Gewerbepark für grüne Technologien einzurichten. Nach einer Änderung des Flächennutzungsplans 2008 konnte dieses Vorhaben umgesetzt werden. Derzeit haben sich außer der Pirelli drei weitere Firmen angesiedelt. Auf und im Umfeld des Geländes wurden seit 2007 mehrere Windkraftanlagen und auf Bunkern und Gebäudedächern Solaranlagen aufgestellt. Des Weiteren wurde ein neues Bürogebäude errichtet.